# Nhân Dân
Nhân Dân (en français : Le peuple) est un quotidien vietnamien, organe officiel du Parti communiste du Vietnam. Fondé en 1951, il se présente comme « la voix du parti, de l'État et du peuple du Vietnam ».

## Historique
Il tire quotidiennement à 180 000 exemplaires quand son édition du week-end, Nhân Dân cuối tuần, est éditée à 130 000 exemplaires et son supplément mensuel à 130 000 exemplaires. Il dispose d'une version sur internet depuis le 21 juin 1998. En 2002, c'est un quotidien de quatre pages qui n'oublie pas les informations culturelles et sociales et qui publie une page entièrement dédiée à l'actualité internationale.
Comptant parmi les principaux relais du gouvernement avec Vietnam Television et la radio Voix du Vietnam, il voit le jour le 11 mars 1951, remplaçant l'ancien organe de presse du parti, Sự Thật (Vérité), édité depuis les années 1940. De nombreuses personnalités et cadres du parti ont écrit dans ses colonnes ou ont travaillé pour le journal. Trường Chinh (président du Conseil d'État, c'est-à-dire chef de l'État, de 1981 à 1987) et Tố Hữu (célèbre poète et révolutionnaire), ont tous deux été directeurs du journal; quant au peintre Phan Kế An, il en a été un contributeur régulier pendant la guerre d'Indochine.